# Chapelle du couvent de Beaurepaire
Le couvent de Beaurepaire ou des Cordeliers-Vieux était un couvent franciscain situé à Clermont, aujourd'hui Clermont-Ferrand. La chapelle du couvent existe toujours et se situe dans le square Aimé Coulaudon, avenue Julien.

## Histoire
À Clermont, les XIIe et XIIIe siècles renouent avec une embellie significative. Le progrès économique général entraine un développement de la ville. Trois quartiers se forment autour des églises du Port, de Saint Pierre et de Saint Genès, enserrés dans une enceinte au plan en forme de trèfle. À l’extérieur apparaissent plusieurs enclos monastiques, au XIIe siècle les Prémontrés à Saint André et au XIIIe siècle les deux ordres mendiants des Franciscains ou Cordeliers, avec la chapelle de Beaurepaire à l’ouest, et des Dominicains ou Jacobins à l’est.
Le couvent de Beaurepaire ou des Cordeliers-Vieux est le premier établissement des Cordeliers (ou Franciscains) de Clermont. Il est fondé avant 1241, hors des murs de la ville, au lieu-dit Beaurepaire, à l’ouest de Jaude, au sud du bois de Cros, ou peut-être dès la fin de l'épiscopat de Robert d'Auvergne (1196-1227) La fondation pourrait être liée à celle du couvent de Montferrand. En 1263, ce couvent est transféré plus près des murs de la ville, à l’emplacement de l’actuelle préfecture. La chapelle de ce nouveau couvent fut consacrée en 1284.
Après le départ des cordeliers les chanoines de la cathédrale de Clermont prirent possession de la chapelle jusqu’à la Révolution.

### La chapelle
Vendue comme bien national à la Révolution, puis propriété de la municipalité, la chapelle a servi de poudrière et de dépôt d'armes durant le XIXe siècle siècle et jusqu'en 1914. Le bâtiment est également connu sous la dénomination « La Poudrière », en raison de cet usage.

## Architecture

### La chapelle
La chapelle est restée en grande partie dans sa conception d'origine puisqu'aucune transformation majeure n'a été effectuée. Elle a été restaurée en 2010.
Cet édifice est bâti suivant le mode roman du pays, et forme, avec le reste de la construction marqué par le XIIIe siècle, un exemple de l'architecture de transition.
Chapelle du début du XIIIe siècle, présentant une salle rectangulaire divisée en trois travées par des arcs doubleaux en tiers point. Chaque travée est voûtée d'arêtes sans nervures, séparées par un arc-doubleau ogival.
Des fenêtres plein cintre percées dans les murs latéraux et au chevet, éclairent l'intérieur.
La porte d'entrée présente un arc ogival qui encadre le tympan qui surmonte la plate-bande formant le linteau de la porte.
Les façades latérales possèdent une corniche romane à corbeaux et tablettes.

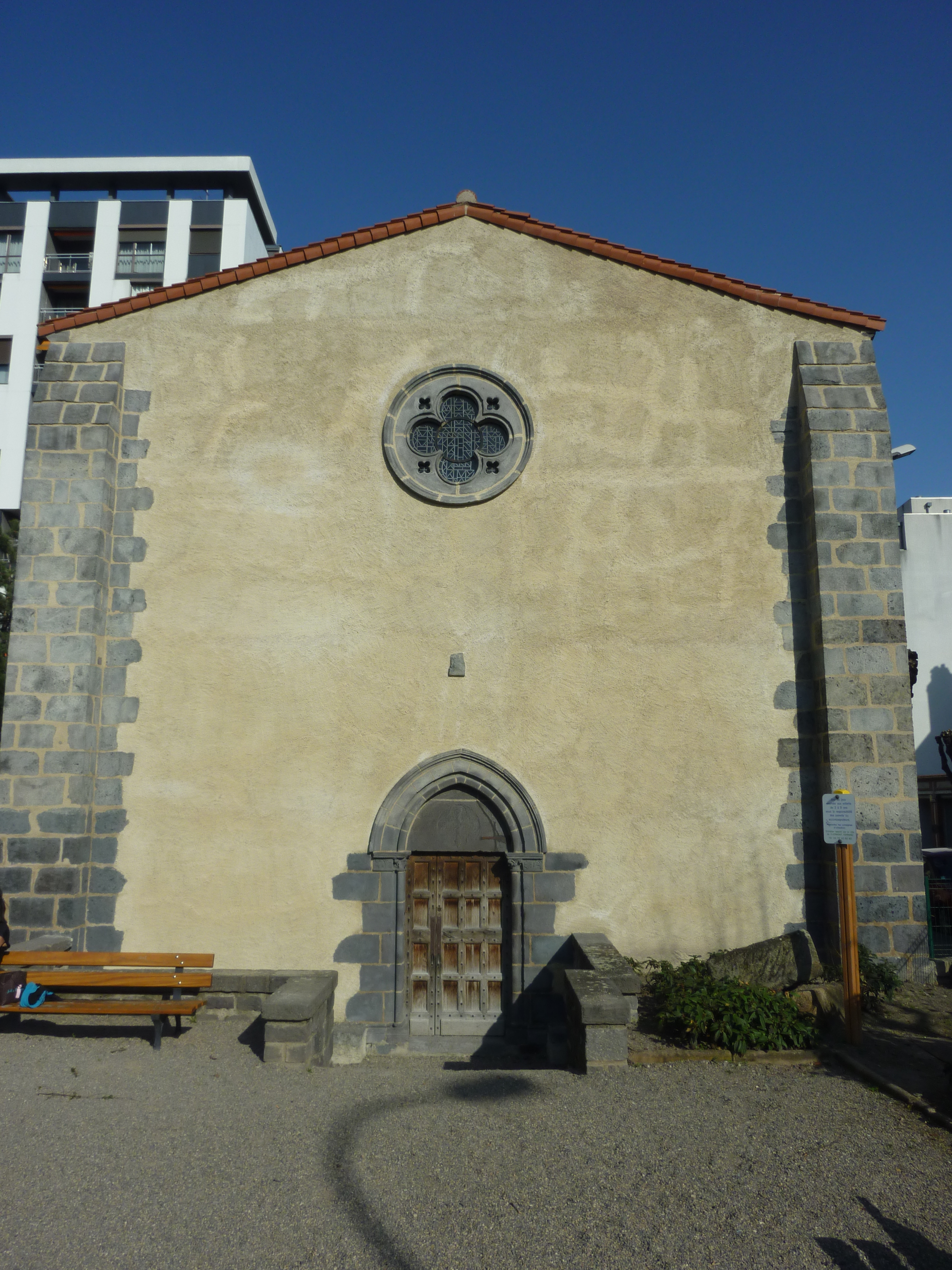
Chapelle du couvent de Beaurepaire, façade occidentale.
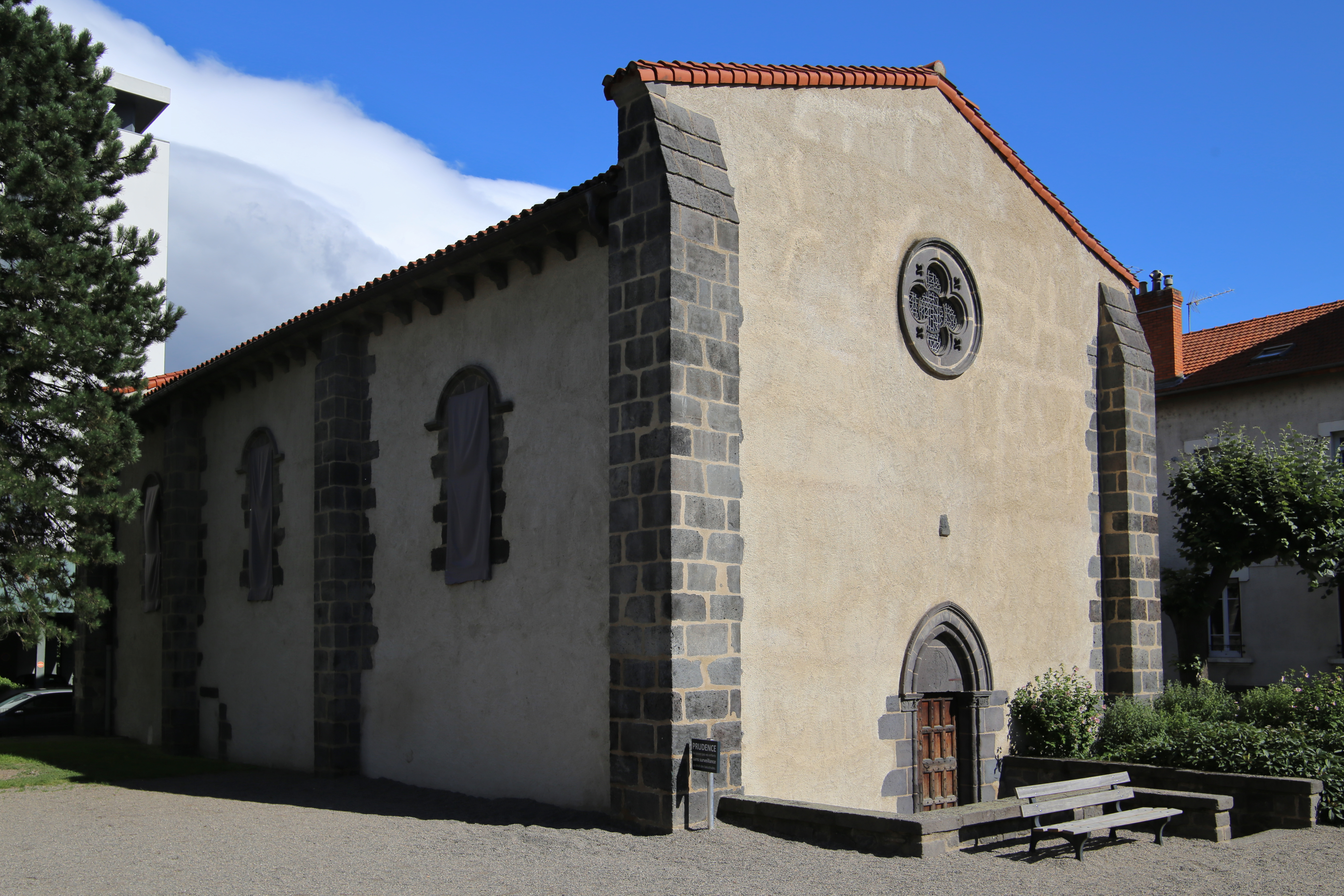
Chapelle du couvent de Beaurepaire.
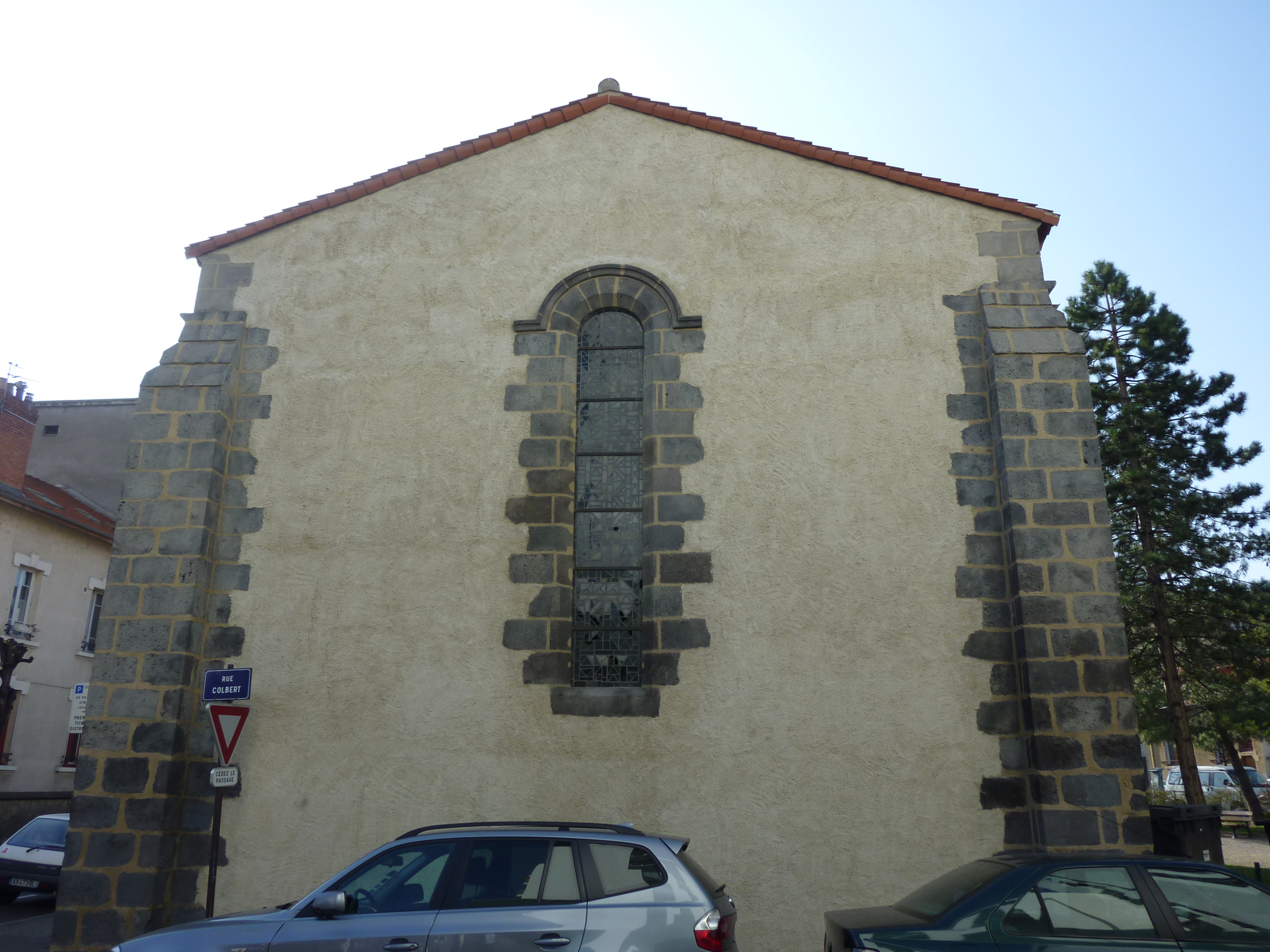
Chapelle du couvent de Beaurepaire, chevet.

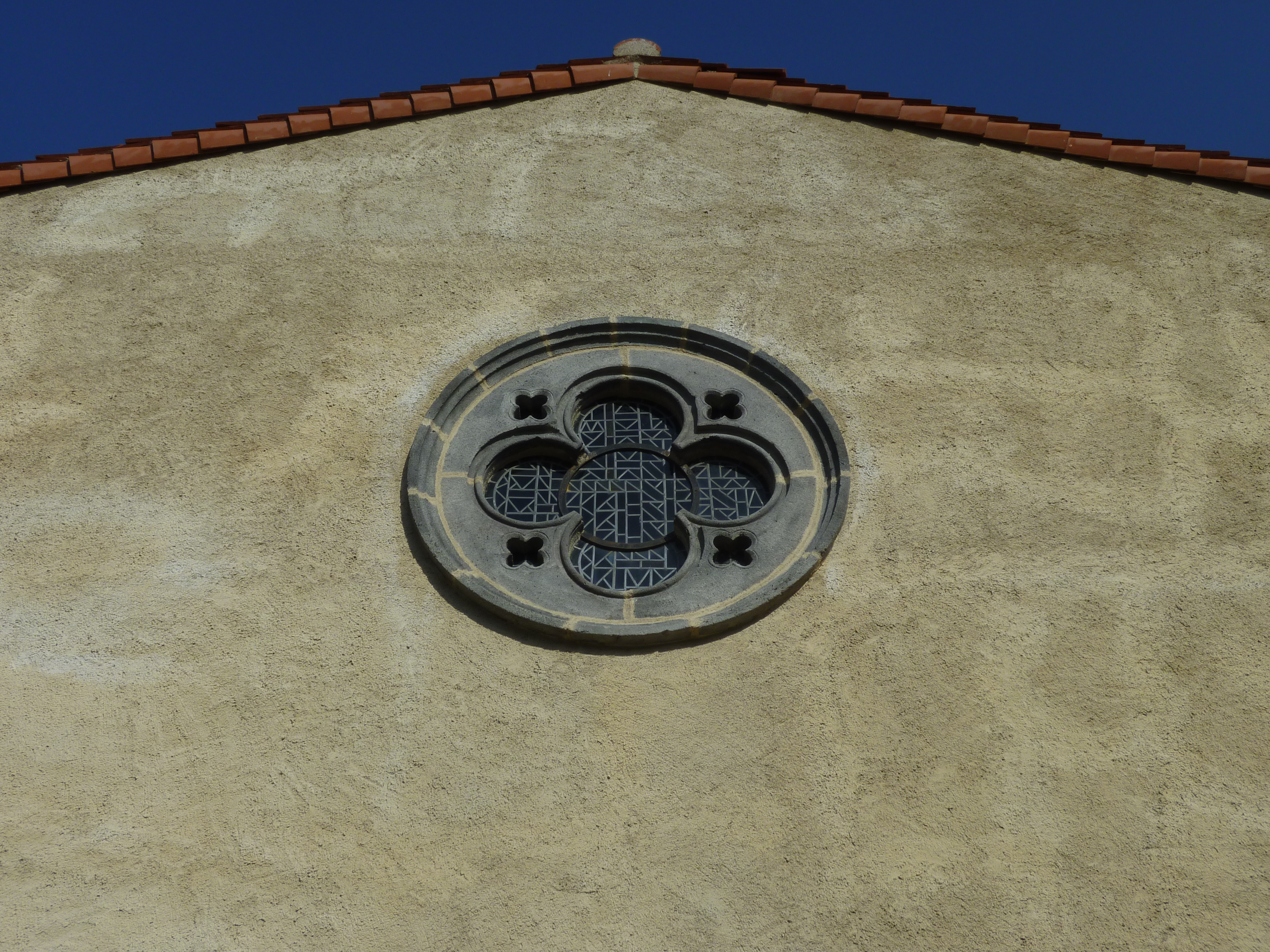
Chapelle du couvent de Beaurepaire, oculus quadrilobé au-dessus de la porte.
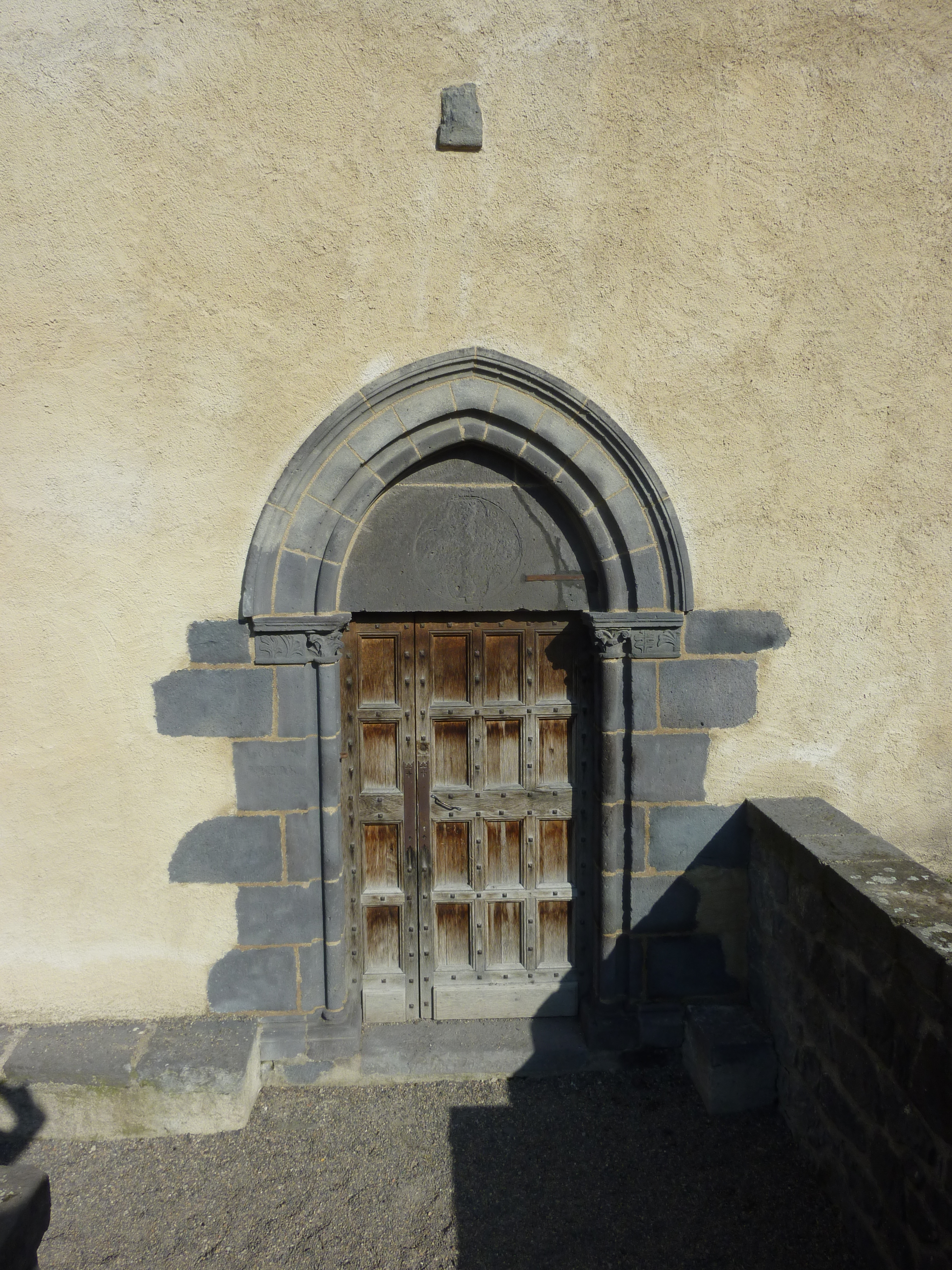
Chapelle du couvent de Beaurepaire, porte.
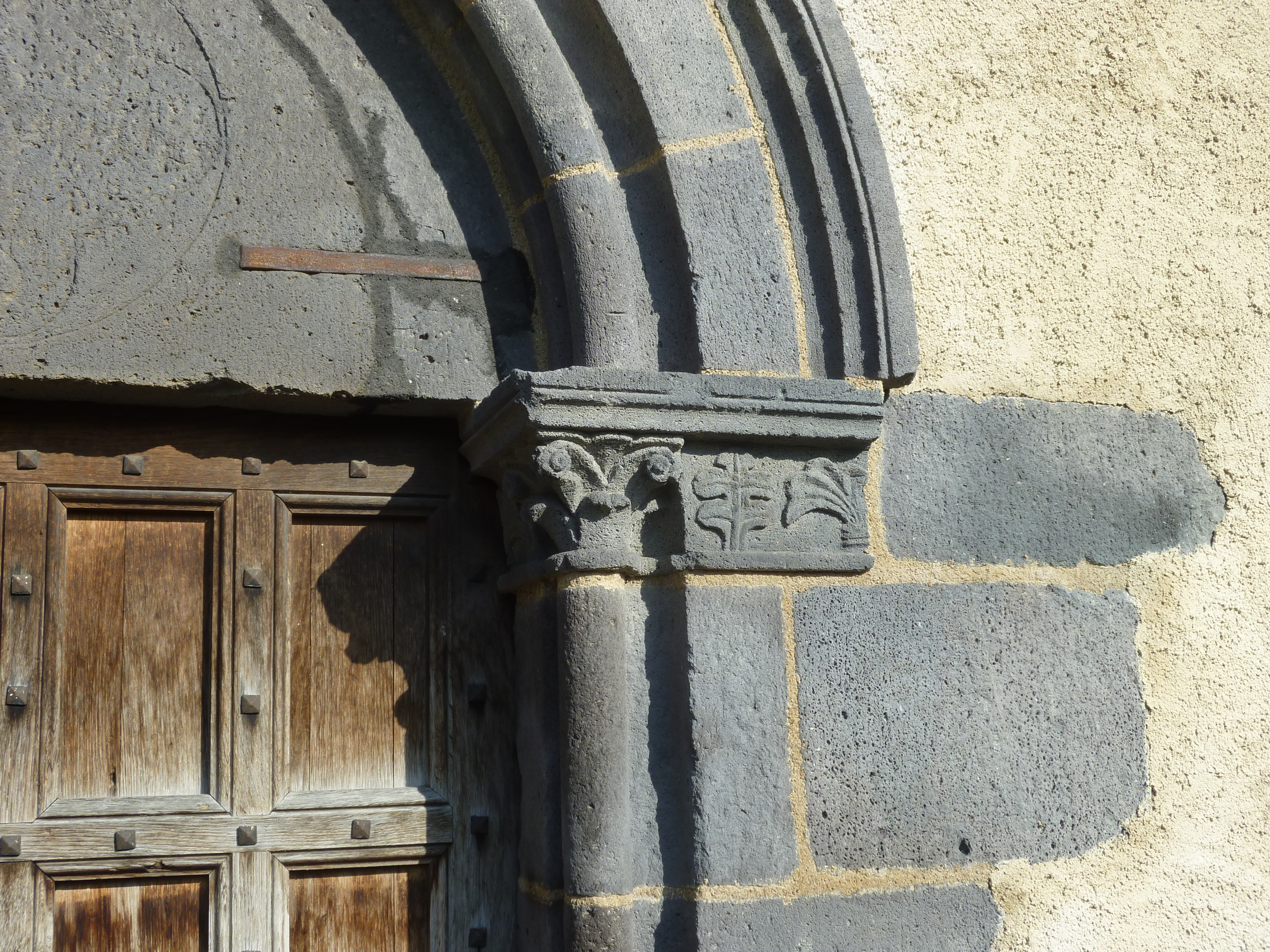
Chapelle du couvent de Beaurepaire, détail de la porte. Fine colonnette au chapiteau à crochets.